# Tao Feng: Fist of the Lotus
Tao Feng: Fist of the Lotus é um jogo de luta, lançado apenas para Xbox. Criado após John Tobias, Joshua Tsui e David Michicich terem deixado o Mortal Kombat série de jogos de luta da Midway . Foi lançado em 2003. A partir de 2008 detém uma de 69% sobre GameRankings.
O criador do jogo, John Tobias, elogia o jogo como um dos mais "brutal" e "realista" jogos de luta já criado. O jogo incorpora efeitos danos realistas, incluindo cortes, hematomas e roupas rasgadas. Além disso, Tao Feng é notável pela sua interatividade dentro dos ambientes, como a destruição e usar o ambiente para conseguir ataques especiais.

## História
Tao Feng acontece em Metro China, o maior centro populacional em Nova China, um país fictício que ocupa a costa do Pacífico da América do Norte. Com o México para o sul, o Canadá ao norte, e os Estados Unidos para o leste, New China é uma nação soberana, independente da República Popular da China. A história é baseada em anos de conflito entre duas antigas seitas chinesas: o Pale Lotus e o Black Mantis. O líder do Lotus pálido (Pale Lotus) foi conhecido através das gerações como o Sábio Mestre, e durante o tempo que tem havido uma seita Black Mantis, seu líder foi chamado Wulong Goth.
Os membros dessas seitas lutaram durante séculos e agora a luta se intensificou nos dois comprimidos que contêm charadas revelando os esconderijos dos tesouros há muito tempo perdido do templo Pale Lotus. Segundo a lenda, esses tesouros podem ser usados para negociar com os deuses da imortalidade. Um comprimido, o comprimido Yang, é legitimamente ainda na posse da Pale Lotus. No entanto, o tablet Yin foi roubado pela força e caiu nas mãos do Black Mantis. Através do uso dos comprimidos, ambas as seitas esperança de recuperar os tesouros perdidos e alcançar a imortalidade. O Lotus pálida esperança de defender a verdade e harmonia, enquanto o Black Mantis servir a um propósito muito mais escura.

## Personagens
São no total 15 personagens no jogo, sendo 12 selecionáveis, 2 com ponto de interrogação, e 1 que terá que desbloquear.

## Pale Lotús
- Mestre Sage - Líder do Pale Lotús
- Fiery Phoenix
- Fierce Tiger
- Iron Monk
- Jade Dragon
- Divine Fist

## Black Mantis
- Wulong Goth - Líder da Black Mantis
- The Fatalist
- Exile
- Vapor
- Divinity
- Geist

O Chefe final do game é Zhao Yen.